# 薄昭
薄 昭（はく しょう、? - 紀元前170年）は、前漢の外戚。会稽郡呉県の人。文帝の母の皇太后薄氏の弟。

## 略歴
姉の薄氏は漢の高祖劉邦の子の劉恒を産んだ。劉恒が代王に立てられると薄氏は代王太后となってともに代に住んだ。薄昭は高祖7年（紀元前200年）に郎となり従軍していたが、姉に同行して代国へ行った。
呂后8年（紀元前180年）、呂后が死亡し、呂氏の乱にて呂氏が滅ぼされると、代王劉恒が皇帝に擁立された。のちの文帝である。この際、薄昭は中大夫として文帝を代から迎え、即位後には車騎将軍として皇太后となった薄氏を代から迎えた。
文帝前元年（紀元前179年）には将軍となり、この年に軹侯（一万戸）に封じられ、文帝より重んじられた。
淮南王劉長に驕慢・不遜が目立つと、文帝は薄昭に劉長を諌める書を出させた。また、周勃から賜った金五千斤と一万戸の領地をそのまま贈られ、受け取った。そのため、後に周勃が投獄されると、姉の薄太后に周勃の無実を訴えた。
文帝前10年（紀元前170年）、薄昭は朝廷の使者を殺害した罪で自害した。
軹侯の爵位は薄昭の子の薄戎奴（易侯）が継ぎ、後に薄戎奴の子の薄梁が継いだ。
その後、文帝が薄昭を自害させた事は、皇帝が罪のある外戚を誅殺する際の前例としてしばしば引き合いに出されている。